# Aeroporto Internacional de Portland
O Aeroporto Internacional de Portland (IATA: PDX, ICAO: KPDX, FAA LID: PDX) é o maior aeroporto do estado do Oregon, representando mais de 90% do transporte de passageiros e mais de 95% da carga aérea do estado. Localiza-se dentro dos limites da cidade de Portland, ao sul do rio Columbia no Condado de Multnomah, distante seis milhas por via aérea e doze quilômetros por rodovia do centro de Portland.
O aeroporto tem conexões diretas com os principais centros dos Estados Unidos, bem como voos internacionais para o Canadá, Alemanha, Islândia, Japão, México e Holanda. O aeroporto é um importante hub da Alaska Airlines e Horizon Air servindo como um centro de manutenção para Horizon Air. A Guarda Nacional Aérea do Oregon tem sua base na parte sudoeste do aeroporto.

## Principais destinos
| Posição | Cidade             | Passageiros | CIA aérea                             |
| ------- | ------------------ | ----------- | ------------------------------------- |
| 1       | Denver, CO         | 511,000     | Frontier, Southwest, United           |
| 2       | Seattle, WA        | 497,000     | Alaska, United                        |
| 3       | São Francisco, CA  | 428,000     | Alaska, United, Virgin America        |
| 4       | Phoenix, AZ        | 413,000     | Alaska, Southwest, US Airways         |
| 5       | Las Vegas, NV      | 388,000     | Alaska, Southwest, Spirit             |
| 6       | Los Angeles, CA    | 347,000     | Alaska, United, Virgin America, Delta |
| 7       | Salt Lake City, UT | 276,000     | Delta, Southwest                      |
| 8       | Chicago, IL        | 268,000     | Alaska, United, American              |
| 9       | Sacramento, CA     | 265,000     | Alaska, Southwest                     |
| 10      | Oakland, CA        | 236,000     | Alaska, Southwest                     |

## Galeria

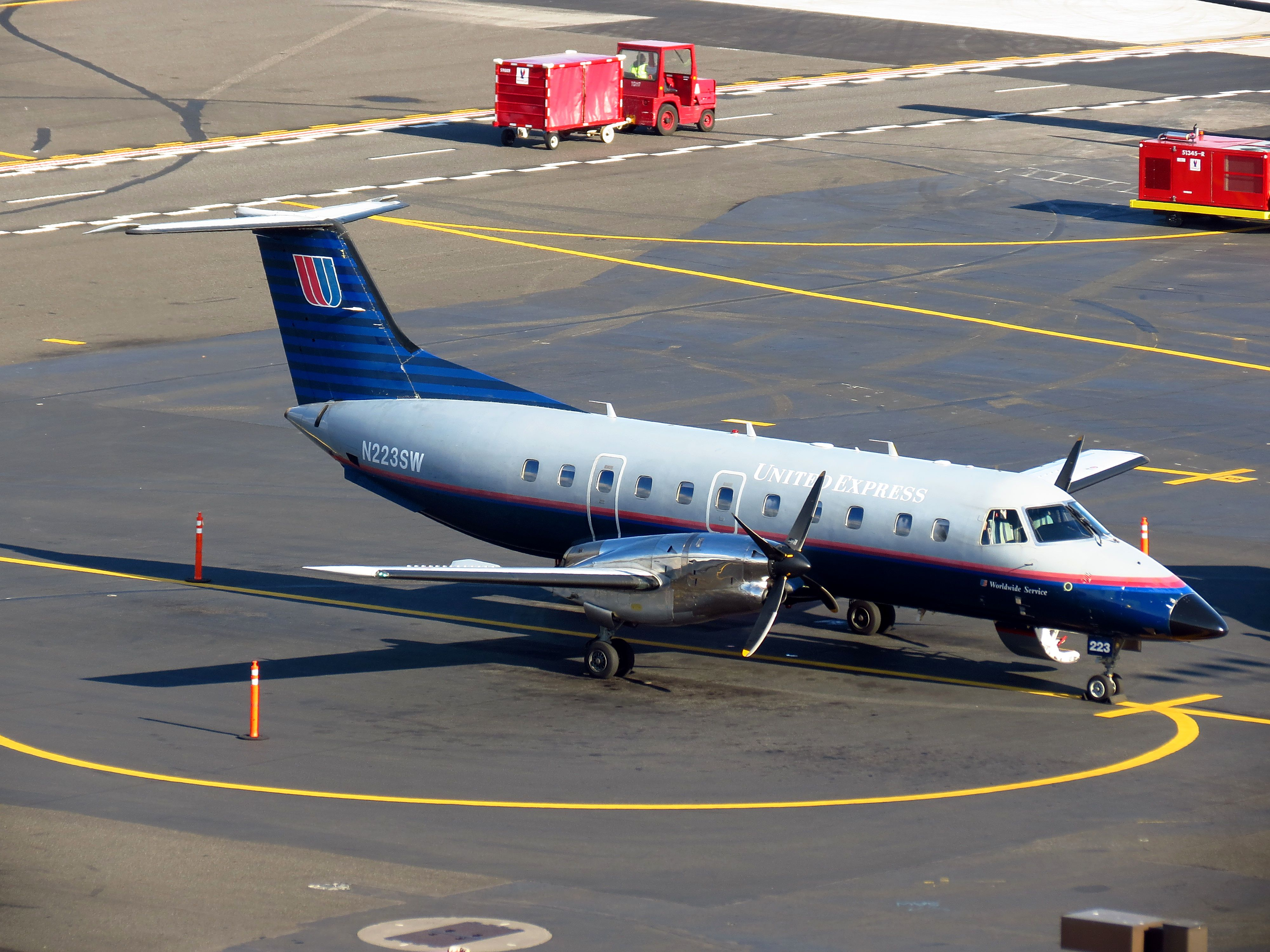
Embraer EMB-120 da SkyWest Airlines.
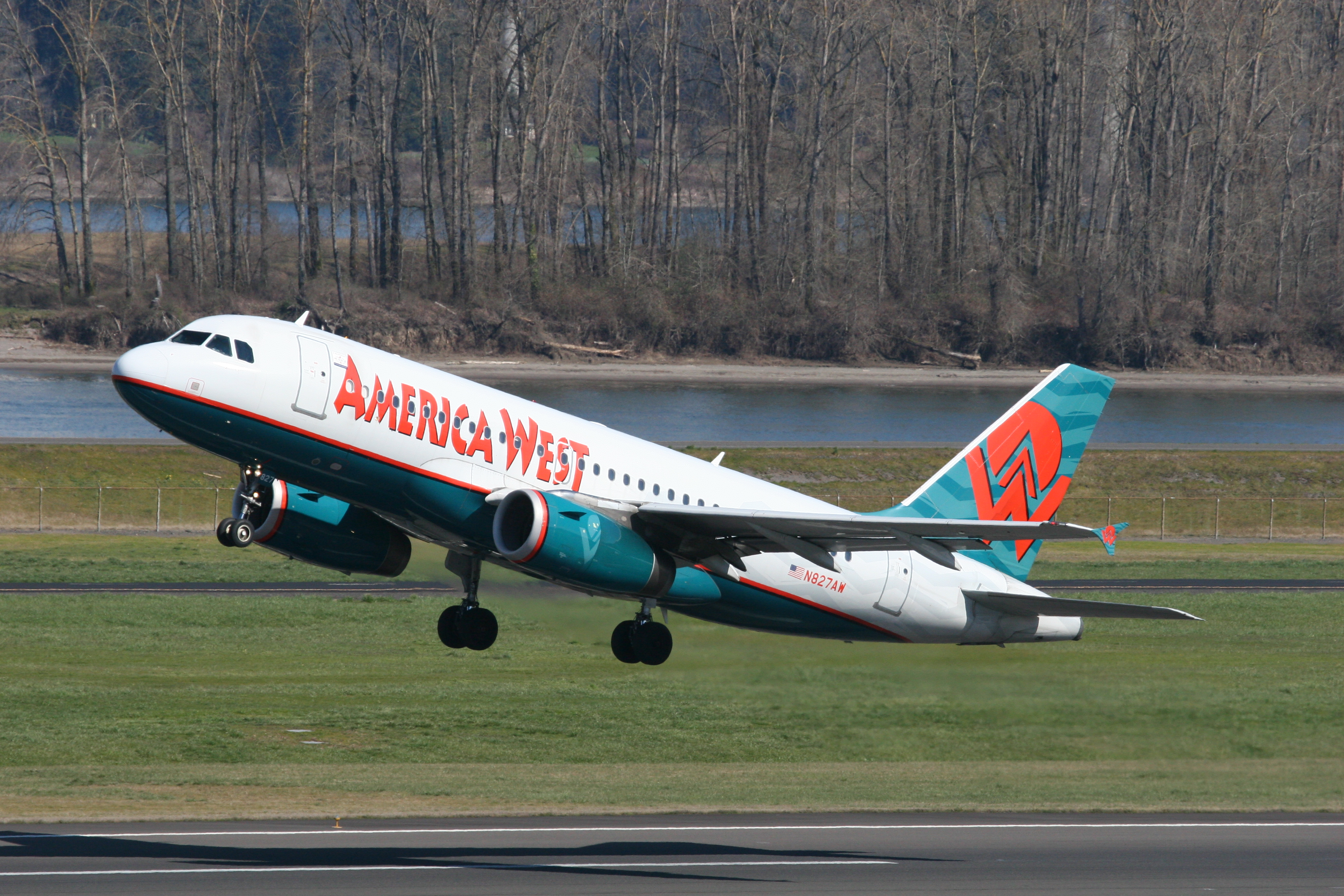
Airbus A319 da America West decolando.
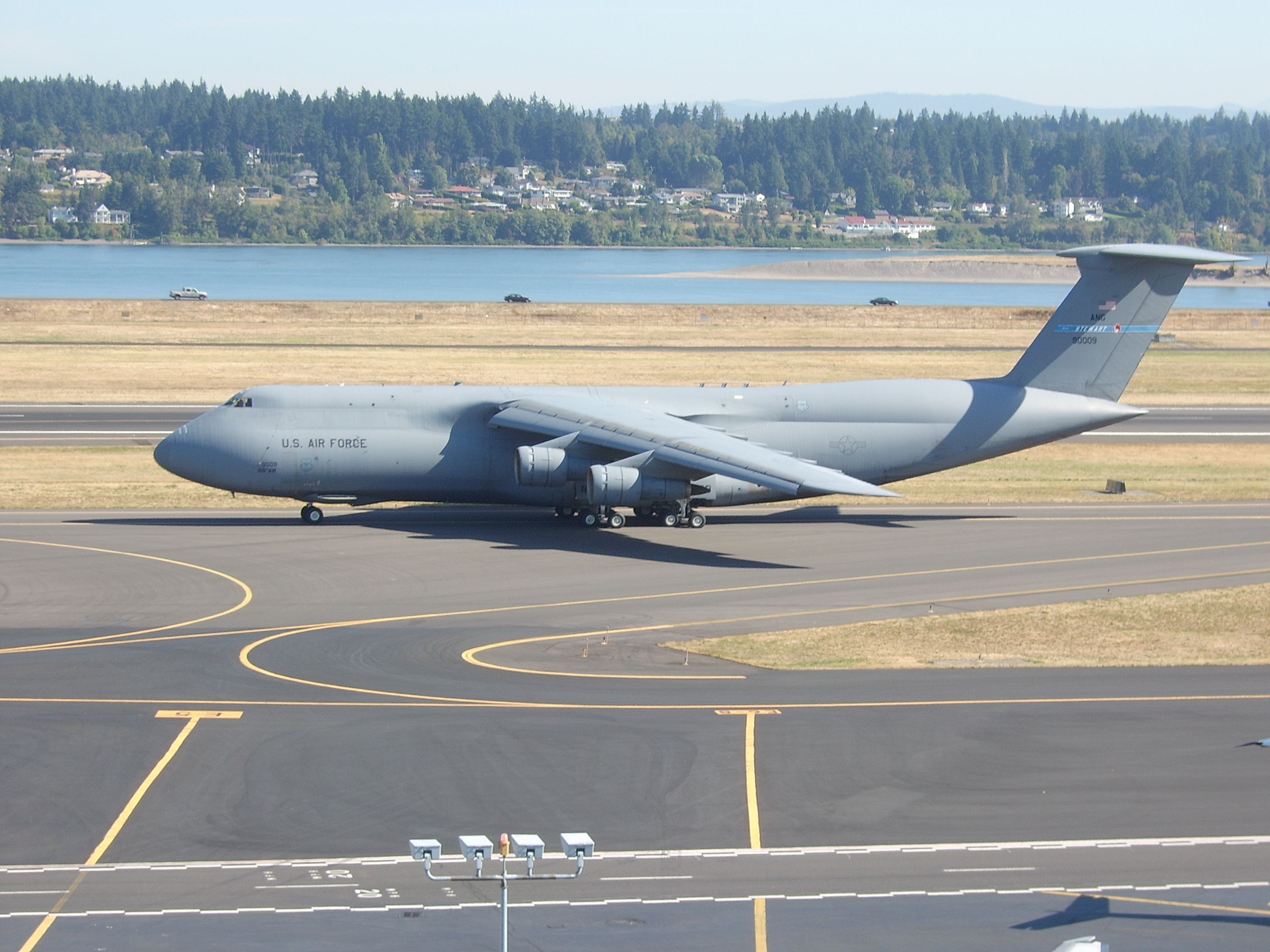
C-5 Galaxy da Força Aérea dos Estados Unidos na pista do aeroporto.
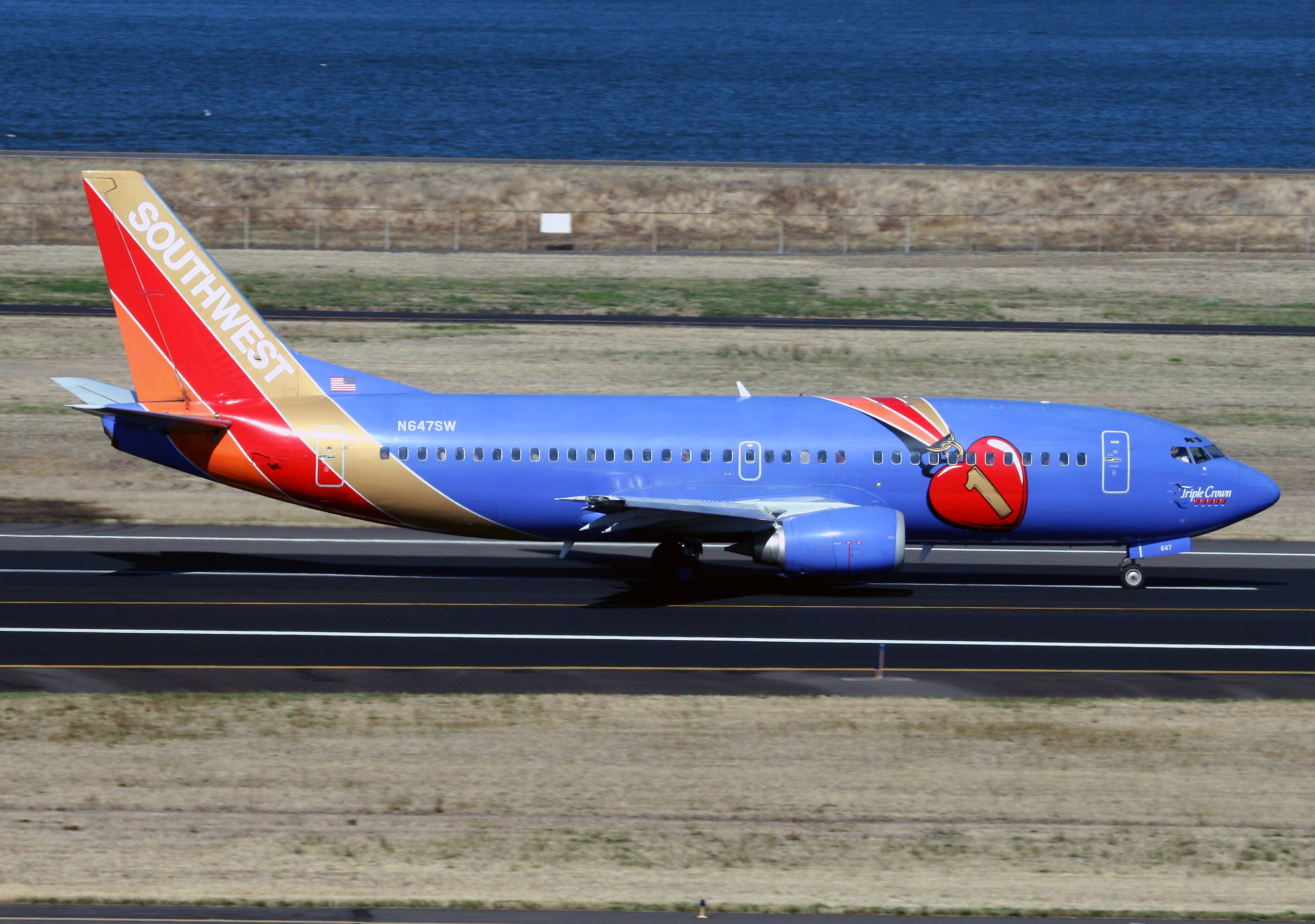
Boeing 737-300 da Southwest Airlines taxiando para decolagem.